# UCI WorldTour 2013
Die UCI WorldTour 2013 umfasste 29 Radrennen, darunter die dreiwöchigen Rundfahrten Tour de France, Giro d’Italia und Vuelta a España (Grand Tours), sowie wichtige Radsportklassiker, darunter die fünf Monumente des Radsports Mailand–Sanremo, Flandern-Rundfahrt, Paris–Roubaix, Lüttich–Bastogne–Lüttich und Giro di Lombardia. Die Wettbewerbe fanden von Januar bis Oktober 2013 statt. Bei jedem Rennen wurden für die Endplatzierung (Eintagesrennen) oder die Etappen- und Gesamtplatzierungen (Etappenrennen) Punkte vergeben, die zu Weltranglisten für Fahrer, Teams und Nationen verrechnet wurden.
Teilnehmer waren die besonders lizenzierten ProTeams. Außerdem können Professional Continental Teams von dem jeweiligen Veranstalter eines Rennens eingeladen werden. Bei bestimmten Wettbewerben wie der Tour Down Under in Australien oder der Polen-Rundfahrt war außerdem ein Nationalteam des Gastgeberlandes zur Teilnahme berechtigt.

## Teams

### UCI ProTeams
Für die UCI WorldTour 2013 wurden die folgenden ProTeams von der UCI registriert. Das Katusha Team erhielt vom Weltradsportverband UCI für die Saison 2013 keine Lizenz als ProTeam. Nachdem der Weltsportgerichtshof CAS die Erteilung einer vorläufigen Lizenz in einem Eilverfahren ablehnte, beantragte Katusha die Erteilung einer Lizenz als Professional Continental Team, um bis zur Hauptsacheentscheidung des CAS überhaupt an internationalen Radrennen teilnehmen zu können. Die entsprechende Lizenz wurde am 15. Januar 2013 erteilt. Am 15. Februar 2013 entschied das CAS im Hauptsacheverfahren, dass dem Katusha-Team die World-Tour-Lizenz zu erteilen ist, worauf die UCI am 18. Februar 2013 entschied die Anzahl der ProTeams ausnahmsweise auf 19 zu erhöhen, so dass auch alle anderen 18 Teams ihre Lizenz behielten.
| Name                    | Code | Betreiber                        | Nationalität           | Radhersteller            | Lizenz bis … |
| ----------------------- | ---- | -------------------------------- | ---------------------- | ------------------------ | ------------ |
| AG2R La Mondiale        | ALM  | EUSRL France Cyclisme            | Frankreich             | Focus                    | 2016         |
| Astana Pro Team         | AST  | Olympus Sarl                     | Kasachstan             | Specialized              | 2013         |
| BMC Racing Team         | BMC  | Continuum Sports LLC             | Vereinigte Staaten     | BMC                      | 2014         |
| Movistar                | MOV  | Abarca Sports S.L.               | Spanien                | Pinarello                | 2013         |
| Euskaltel Euskadi       | EUS  | Fundación Ciclista Euskadi       | Spanien                | Orbea                    | 2016         |
| Garmin Sharp            | GRS  | Slipstream Sports, LLC           | Vereinigte Staaten     | Cervélo                  | 2014         |
| Lampre-Merida           | LAM  | Total Cycling Limited            | Italien                | Merida                   | 2013         |
| Cannondale Pro Cycling  | CAN  | Brixia Sports Spa                | Italien                | Cannondale               | 2014         |
| RadioShack Leopard      | RLT  | Leopard S.A.                     | Luxemburg              | Trek Bicycle Corporation | 2013         |
| Belkin-Pro Cycling Team | BEL  |                                  | Niederlande            | Giant                    | 2014         |
| Omega Pharma-Quick Step | OPQ  | Esperanza bvba                   | Belgien                | Specialized              | 2014         |
| Team Saxo-Tinkoff       | TST  | Riis Cycling A/S                 | Dänemark               | Specialized              | 2014         |
| Sky ProCycling          | SKY  | Tour Racing Limited              | Vereinigtes Königreich | Pinarello                | 2013         |
| Vacansoleil-DCM         | VCD  | STL-Pro Cycling BV               | Niederlande            | Bianchi                  | 2013         |
| FDJ.fr                  | FDJ  | Société de Gestion de L'Echappée | Frankreich             | Lapierre                 | 2014         |
| Lotto Belisol           | LTB  | Belgian Cycling Project          | Belgien                | Ridley                   | 2015         |
| Orica GreenEdge         | OGE  | GreenEdge Cycling                | Australien             | Scott Sports             | 2013         |
| Team Argos-Shimano      | ARG  | SMS Cycling B.V.                 | Niederlande            | Felt                     | 2016         |
| Katusha                 | KAT  | Katusha Management SA            | Russland               | Canyon Bicycles          | 2015         |

### UCI Professional Continental Teams
Die UCI verkündete am 2. und 28. November 2012, dass 19 Teams für die Saison 2012 eine Lizenz als Professional Continental Team erhalten haben. Das Team RusVelo, dem die beantragte Lizenz zunächst verweigert wurde, erhielt diese am 9. Januar 2013. Hinzu kam am 15. Januar 2013 vorläufig das Katusha Team
| Name (UCI Code)                         | Betreiber                          | Nationalität        | Radhersteller            |
| --------------------------------------- | ---------------------------------- | ------------------- | ------------------------ |
| Accent Jobs-Wanty (ACC)                 | Belgian Pro Cycling Team NV        | Belgien             | Zannata                  |
| Androni Giocattoli-Venezuela (AND)      | Teamgalli srl                      | Italien             | Bianchi                  |
| Bretagne-Séché Environnement (BSE)      |                                    | Frankreich          | KTM                      |
| Caja Rural-Seguros RGA (CJR)            | Club Deportivo Preventia           | Spanien             | Vivelo                   |
| Cofidis, Solutions Crédits (COF)        | Cofidis Compétition EUSRL          | Frankreich          | LOOK                     |
| Bardiani Valvole-CSF Inox (BAR)         | Aster Sport Limited                | Italien             | Colnago                  |
| Colombia (COL)                          | Instituto Colombiano del Deportes  | Kolumbien           | Wilier                   |
| Crelan-Euphony (LAN)                    |                                    | Belgien             | Colnago                  |
| Sojasun (SOJ)                           | Breizh Cyclisme Compétition        | Frankreich          | Time                     |
| Team NetApp-Endura (TNE)                | Ralph Denk pro cycling GmbH        | Deutschland         | Fuji Bikes               |
| Topsport Vlaanderen-Baloise (TSV)       | Wielerclub Eddy Merckxvrienden vzw | Belgien             | Eddy Merckx Cycles       |
| UnitedHealthcare Pro Cycling Team (UHC) | Momentum Sports Group, LLC         | Vereinigte Staaten  | Neil Pryde               |
| Team Europcar (EUC)                     | SA Vendée Cyclisme                 | Frankreich          | Colnago                  |
| Champion System (CSS)                   | Taifun Sports                      | Volksrepublik China | Fuji Bikes               |
| Vini Fantini-Selle Italia (VIN)         | Croft Sport Ltd                    | Italien             | MCipollini               |
| Team Novo Nordisk (TNN)                 |                                    | Vereinigte Staaten  | Colnago                  |
| MTN Qhubeka (MTN)                       | Ryder Cycling                      | Südafrika           | Trek Bicycle Corporation |
| CCC Polsat Polkowice (CCC)              | Miejski Klub Sportowy Polkowice    | Polen               | Merida                   |
| IAM Cycling (IAM)                       |                                    | Schweiz             | Scott Sports             |
| RusVelo (RVL)                           | PROvelo AG                         | Russland            | Cervélo                  |
| Katusha (KAT)                           | Katusha Management SA              | Russland            | Canyon Bicycles          |

## Rennen
Nachdem ursprünglich vom 9. bis 13. Oktober in China als neues Etappenrennen der UCI WorldTour die Tour of Hangzhou stattfinden sollte, wurde dieses Ereignis wie schon im Vorjahr durch die UCI Februar 2013 aus dem Kalender gestrichen und stattdessen die Tour of Beijing vom 16. bis 20. Oktober auf den 11. bis 15. Oktober 2013 vorverlegt.
| Datum                    | Rennen                                | Sieger                        | Ergebnis | Führender Einzelwertung | Führender Teamwertung | Führender Nationenwertung |
| ------------------------ | ------------------------------------- | ----------------------------- | -------- | ----------------------- | --------------------- | ------------------------- |
| 22.–27. Januar           | Tour Down Under                       | Tom Slagter (BEL)             | Details  | Tom Slagter (BLA)       | Blanco                | Spanien                   |
| 3.–10. März              | Paris–Nizza                           | Richie Porte (SKY)            | Details  | Richie Porte (SKY)      | Sky ProCycling        | Spanien                   |
| 6.–12. März              | Tirreno–Adriatico                     | Vincenzo Nibali (AST)         | Details  | Richie Porte (SKY)      | Sky ProCycling        | Spanien                   |
| 17. März                 | Mailand–Sanremo                       | Gerald Ciolek (MTN)           | Details  | Sylvain Chavanel (OPQ)  | Sky ProCycling        | Spanien                   |
| 18.–24. März             | Katalonien-Rundfahrt                  | Daniel Martin (GRS)           | Details  | Sylvain Chavanel (OPQ)  | Sky ProCycling        | Spanien                   |
| 22. März                 | E3 Harelbeke                          | Fabian Cancellara (RLT)       | Details  | Peter Sagan (CAN)       | Sky ProCycling        | Spanien                   |
| 24. März                 | Gent–Wevelgem                         | Peter Sagan (CAN)             | Details  | Peter Sagan (CAN)       | Sky ProCycling        | Spanien                   |
| 31. März                 | Flandern-Rundfahrt                    | Fabian Cancellara (RLT)       | Details  | Peter Sagan (CAN)       | Sky ProCycling        | Spanien                   |
| 1.–6. April              | Baskenland-Rundfahrt                  | Nairo Quintana (MOV)          | Details  | Peter Sagan (CAN)       | Sky ProCycling        | Spanien                   |
| 7. April                 | Paris–Roubaix                         | Fabian Cancellara (RLT)       | Details  | Fabian Cancellara (RLT) | Sky ProCycling        | Spanien                   |
| 14. April                | Amstel Gold Race                      | Roman Kreuziger (TST)         | Details  | Fabian Cancellara (RLT) | Sky ProCycling        | Spanien                   |
| 17. April                | La Flèche Wallonne                    | Daniel Moreno KAT             | Details  | Fabian Cancellara (RLT) | Sky ProCycling        | Spanien                   |
| 21. April                | Lüttich–Bastogne–Lüttich              | Daniel Martin (GRS)           | Details  | Fabian Cancellara (RLT) | Sky ProCycling        | Spanien                   |
| 23.–28. April            | Tour de Romandie                      | Chris Froome (SKY)            | Details  | Fabian Cancellara (RLT) | Sky ProCycling        | Spanien                   |
| 4.–26. Mai               | Giro d’Italia                         | Vincenzo Nibali (AST)         | Details  | Fabian Cancellara (RLT) | Sky ProCycling        | Kolumbien                 |
| 2.–9. Juni               | Critérium du Dauphiné                 | Chris Froome (SKY)            | Details  | Fabian Cancellara (RLT) | Sky ProCycling        | Spanien                   |
| 8.–16. Juni              | Tour de Suisse                        | Rui Costa (MOV)               | Details  | Fabian Cancellara (RLT) | Sky ProCycling        | Spanien                   |
| 29. Juni–21. Juli        | Tour de France                        | Chris Froome (SKY)            | Details  | Chris Froome (SKY)      | Sky ProCycling        | Spanien                   |
| 27. Juli                 | Clásica San Sebastián                 | Tony Gallopin (RLT)           | Details  | Chris Froome (SKY)      | Sky ProCycling        | Spanien                   |
| 27. Juli–3. August       | Polen-Rundfahrt                       | Pieter Weening (OGE)          | Details  | Chris Froome (SKY)      | Sky ProCycling        | Spanien                   |
| 12.–18. August           | Eneco Tour                            | Zdeněk Štybar (OPQ)           | Details  | Chris Froome (SKY)      | Sky ProCycling        | Spanien                   |
| 25. August               | Vattenfall Cyclassics                 | John Degenkolb (ARG)          | Details  | Chris Froome (SKY)      | Sky ProCycling        | Spanien                   |
| 1. September             | Grand Prix Ouest France-Plouay        | Filippo Pozzato (LAM)         | Details  | Chris Froome (SKY)      | Sky ProCycling        | Spanien                   |
| 24. August–15. September | Vuelta a España                       | Christopher Horner (RLT)      | Details  | Chris Froome (SKY)      | Sky ProCycling        | Spanien                   |
| 13. September            | Grand Prix Cycliste de Québec         | Robert Gesink (BEL)           | Details  | Chris Froome (SKY)      | Sky ProCycling        | Spanien                   |
| 15. September            | Grand Prix Cycliste de Montréal       | Peter Sagan (CAN)             | Details  | Chris Froome (SKY)      | Sky ProCycling        | Spanien                   |
| 22. September            | UCI-Straßen-Weltmeisterschaften (MZF) | Omega Pharma-Quick Step (OPQ) | Details  | Chris Froome (SKY)      | Sky ProCycling        | Spanien                   |
| 6. Oktober               | Il Lombardia                          | Joaquim Rodríguez KAT         | Details  | Joaquim Rodríguez KAT   | Sky ProCycling        | Spanien                   |
| 11.–15. Oktober          | Tour of Beijing                       | Beñat Intxausti (MOV)         | Details  | Joaquim Rodríguez KAT   | Movistar              | Spanien                   |

## Wertungen

### Übersicht
| Gesamtwertung              | Gesamtwertung                          | Gesamtwertung | Gesamtwertung                 | Gesamtwertung | Gesamtwertung          | Gesamtwertung |
| -------------------------- | -------------------------------------- | ------------- | ----------------------------- | ------------- | ---------------------- | ------------- |
| Platz                      | Einzelwertung                          | Punkte        | Teamwertung                   | Punkte        | Nationenwertung        | Punkte        |
| 1.                         | Joaquim Rodríguez KAT                  | 607           | Movistar (MOV)                | 1610          | Spanien                | 1890          |
| 2.                         | Christopher Froome (SKY)               | 587           | Sky ProCycling (SKY)          | 1443          | Italien                | 1082          |
| 3.                         | Alejandro Valverde (MOV)               | 540           | Katusha KAT                   | 1340          | Kolumbien              | 1011          |
| Siege in der UCI WorldTour |                                        |               |                               |               |                        |               |
| Platz                      | Einzelwertung                          | Siege         | Teamwertung                   | Siege         | Nationenwertung        | Siege         |
| 1.                         | Christopher Froome (SKY)               | 9             | Omega Pharma-Quick Step (OPQ) | 24            | Vereinigtes Königreich | 19            |
| 2.                         | Mark Cavendish (OPQ) Peter Sagan (CAN) | 7             | Sky ProCycling (SKY)          | 21            | Deutschland            | 17            |
| 3.                         | Mark Cavendish (OPQ) Peter Sagan (CAN) | 7             | Movistar (MOV)                | 15            | Frankreich             | 16            |

### Einzelwertung
(Endstand)
| Platz | Name               | Team                   | Punkte |
| ----- | ------------------ | ---------------------- | ------ |
| 001.  | Joaquim Rodríguez  | Katusha                | 607    |
| 002.  | Chris Froome       | Sky ProCycling         | 587    |
| 003.  | Alejandro Valverde | Movistar               | 540    |
| 004.  | Peter Sagan        | Cannondale Pro Cycling | 491    |
| 005.  | Vincenzo Nibali    | Astana Pro Team        | 474    |
| 006.  | Roman Kreuziger    | Team Saxo-Tinkoff      | 432    |
| 007.  | Fabian Cancellara  | RadioShack Leopard     | 384    |
| 008.  | Nairo Quintana     | Movistar               | 366    |
| 009.  | Rui Costa          | Movistar               | 352    |
| 0010. | Richie Porte       | Sky ProCycling         | 327    |

### Teamwertung
(Endstand)
| Platz | Team                    | Punkte | Top 5 Fahrer                                                                      | WM  |
| ----- | ----------------------- | ------ | --------------------------------------------------------------------------------- | --- |
| 001.  | Movistar                | 1610   | Valverde (540), Quintana (366), Costa (352), Intxausti (196), Moreno (86)         | 70  |
| 002.  | Sky ProCycling          | 1561   | Froome (587), Porte (327), Henao (227), Urán (163), Thomas (117)                  | 140 |
| 003.  | Katusha                 | 1340   | Rodríguez (607), Moreno (295), Špilak (199), Kristoff (161), Paolini (78)         |     |
| 004.  | RadioShack Leopard      | 1056   | Cancellara (384), Horner (257), Bakelants (127), Nizzolo (85), Gallopin (83)      | 120 |
| 005.  | Astana Pro Team         | 1045   | Nibali (474), Fuglsang (160), Kangert (116), Gasparotto (115), Hrywko (70)        | 110 |
| 006.  | Team Saxo-Tinkoff       | 1030   | Kreuziger (308), Contador (252), Majka (201), Roche (136), Rogers (53)            | 80  |
| 007.  | Omega Pharma-Quick Step | 1013   | Kwiatkowski (194), Chavanel (188), Štybar (172), Cavendish (161) Terpstra (98)    | 200 |
| 008.  | Garmin Sharp            | 855    | Martin (432), Talansky (154), Hesjedal (75), Danielson (64), Wegmann (40)         | 90  |
| 009.  | Cannondale Pro Cycling  | 750    | Sagan (491), Viviani (80), Basso (34), Ratto (25), Moser (20)                     | 100 |
| 010.  | BMC Racing Team         | 731    | Van Avermaet (230), Evans (111), van Garderen (104), Gilbert (98), Oss (58)       | 130 |
| 011.  | Belkin-Pro Cycling Team | 714    | Mollema (232), Gesink (145), Kelderman (130), Slagter (127), Vanmarcke (80)       |     |
| 012.  | AG2R La Mondiale        | 691    | Betancur (255), Pozzovivo (146), Péraud (112), Riblon (111), Bardet (67)          |     |
| 013.  | Orica GreenEdge         | 600    | Weening (172), Gerrans (92), Langeveld (65), Impey (56), Matthews (45)            | 170 |
| 014.  | Lampre-Merida           | 543    | Scarponi (235), Niemiec (118), Pozzato (112), Ulissi (48), Richeze (30)           |     |
| 015.  | Euskaltel Euskadi       | 391    | Izagirre (147), Sánchez (114), Nieve (76), Izagirre (32), Landa (22)              |     |
| 016.  | Team Argos-Shimano      | 355    | Degenkolb (119), Kittel (92), Dumoulin (85), Barguil (32), Mezgec (27)            |     |
| 017.  | FDJ.fr                  | 338    | Pinot (146), Ladagnous (76), Vichot (60), Bouhanni (36), Geniez (20)              |     |
| 018.  | Lotto Belisol           | 307    | Greipel (135), Roelandts (110), Van Den Broeck (41), Hansen (20), Debusschere (1) |     |
| 019.  | Vacansoleil-DCM         | 125    | Flecha (52), Westra (23), van Poppel (22), Leukemans (14), Poels (14)             |     |

### Nationenwertung
(Endstand)
| Platz | Nation                 | Punkte | Top 5 Fahrer                                                                       |
| ----- | ---------------------- | ------ | ---------------------------------------------------------------------------------- |
| 001.  | Spanien                | 1890   | Rodríguez (607), Valverde (540), Moreno (295), Contador (252), Intxausti (196)     |
| 002.  | Italien                | 1082   | Nibali (474), Scarponi (235), Pozzovivo (146), Gasparotto (115), Pozzato (112)     |
| 003.  | Kolumbien              | 1011   | Quintana (366), Betancur (255), Henao (227), Urán (163)                            |
| 004.  | Vereinigtes Königreich | 975    | Froome (587), Cavendish (161), Thomas (117), Wiggins (66), Stannard (44)           |
| 005.  | Niederlande            | 806    | Mollema (232), Weening (172), Gesink (145), Kelderman (130), Slagter (127)         |
| 006.  | Belgien                | 645    | Van Avermaet (230), Bakelants (127), Roelandts (110), Gilbert (98), Vanmarcke (80) |
| 007.  | Frankreich             | 640    | Chavanel (188), Pinot (146), Péraud (112), Riblon (111), Gallopin (83)             |
| 008.  | Australien             | 628    | Porte (327), Evans (111), Gerrans (92), Rogers (53), Matthews (45)                 |
| 009.  | Vereinigte Staaten     | 617    | Horner (257), Talansky (154), van Garderen (104), Danielson (64), Phinney (38)     |
| 010.  | Irland                 | 568    | Martin (432), Roche (136)                                                          |
| 014.  | Deutschland            | 478    | Greipel (135), Degenkolb (119), Martin (92), Kittel (92), Wegmann (40)             |
| 015.  | Schweiz                | 467    | Cancellara (384), Frank (55), Albasini (19), Rast (6), Kohler (3)                  |
| 029.  | Österreich             | 24     | Eisel (18), Rohregger (4), Preidler (2)                                            |

### Punkteverteilung
In der UCI WorldTour werden für das UCI World Ranking Punkte wie folgt vergeben:
- Kategorie 1: Tour de France
- Kategorie 2: Giro d’Italia, Vuelta a España
- Kategorie 3: Monumente des Radsports, restliche elf Etappenrennen
- Kategorie 4: Restliche neun Eintagesrennen

Die Teamwertung und die Nationenwertung werden ermittelt, indem die Punkte der 5 besten Fahrer jedes Teams bzw. jeder Nation addiert werden. Zusätzliche Punkte erhalten Teams, die sich im Mannschaftszeitfahren der UCI-Straßen-Weltmeisterschaften 2013 unter den ersten zehn platzieren.
| Platzierung | 1.  | 2.  | 3.  | 4.  | 5.  | 6. | 7. | 8. | 9. | 10. | 11. | 12. | 13. | 14. | 15. | 16. | 17. | 18. | 19. | 20. |
| Kat. 1      | 200 | 150 | 120 | 110 | 100 | 90 | 80 | 70 | 60 | 50  | 40  | 30  | 24  | 20  | 16  | 12  | 10  | 8   | 6   | 4   |
| Kat. 2      | 170 | 130 | 100 | 90  | 80  | 70 | 60 | 52 | 44 | 38  | 32  | 26  | 22  | 18  | 14  | 10  | 8   | 6   | 4   | 2   |
| Kat. 3      | 100 | 80  | 70  | 60  | 50  | 40 | 30 | 20 | 10 | 4   |     |     |     |     |     |     |     |     |     |     |
| Kat. 4      | 80  | 60  | 50  | 40  | 30  | 22 | 14 | 10 | 6  | 2   |     |     |     |     |     |     |     |     |     |     |

| Platzierung | 1. | 2. | 3. | 4. | 5. |
| Kat. 1      | 20 | 10 | 6  | 4  | 2  |
| Kat. 2      | 16 | 8  | 4  | 2  | 1  |
| Kat. 3      | 6  | 4  | 2  | 1  | 1  |

| Platzierung | 1.  | 2.  | 3.  | 4.  | 5.  | 6.  | 7.  | 8. | 9. | 10. |
| MZF         | 200 | 170 | 140 | 130 | 120 | 110 | 100 | 90 | 80 | 70  |